# Teosto

Эмблема общества

Teosto (фин. Säveltäjäin Tekijänoikeustoimisto) — авторская музыкальная ассоциация по сбору авторских вознаграждения среди пользователей и их распределение среди членов общества. Общество отслеживает интересы авторов песен и композиторов, аранжировщиков и музыкальных издателей в Финляндии.
Миссией Teosto является сбор и распределение средств для музыкальных авторов и издателей за публичное исполнение и запись авторской музыки. Организация также обеспечивает лицензиями музыкальных пользователей для охвата музыкальных произведений вещанием и возможностью записи музыки. Общество работает от имени 29 000 финнов и почти три миллиона зарубежных композиторов, авторов песен, аранжировщиков и музыкальных издателей.
С 2001 года общество возглавлял генеральный директор Катри Сипила (Sipilä), с 2011 года — композитор Ким Кууси.
В 2014 году клиенты Teosto собрал с пользователей около 52,3 млн евро. Средства были распределены среди около 10 000 музыкальных авторов. Общий размер операционных расходов составил 13 процентов.
Teosto является членом Международной конфедерации авторских обществ (СИЗАК).

## История
Авторская ассоциация Финляндии была основана группой финских музыкальных агентов и издателей в 1928 году для проведения совместного контроля за авторскими правами в стране.
Финляндия присоединилась к Бернской конвенции 1 апреля 1928 года.
В своей работе Финляндское общество Teosto руководствуется Законом об охране авторских прав, Бернской конвенцией об охране литературных и художественных произведений и др.
Teosto несет ответственность за экономические права, связанные с использованием музыкальных произведений авторов, а именно:
- Teosto проводит контроль использования музыкальных произведений пользователями. Это касается радио и телевизионных компаний, концертов и других мероприятий, а также использование музыки в качестве музыкального фона, касается и производителей фонограмм. Авторам произведений общество выплачивает гонорары.
- Teosto учредило ежегодный приз Teosto, составляющий 40 000 евро. Приз может присуждаться нескольким авторам, но награждённые должны состоять в обществе.
- Teosto имеет большую базу данных по авторам и музыкальным произведениям. Информация собирается и обрабатывается в сотрудничестве с клиентами общества.

Офисы Teosto находятся в районе Камппи города Хельсинки. В настоящее время там работает около 90 человек.
Teosto считает необходимым заставить также и уличных музыкантов выплачивать авторское вознаграждение за публичное исполнение музыки, приобретая для уличных выступлений лицензии стоимостью от 40 до 100 евро (зависит от количества исполнений и используемых авторских произведений). Организация считает это требование соблюдением принципа беспристрастности и основанными на существующем финском законодательстве по охране интеллектуальной собственности.

## Критика
Общество Teosto подвергалось критике за его монопольное управление авторскими правами в Финляндии. Критиковали общество правообладателями, которые хотят иметь больше свободы в использовании их собственных работ, критиковали общество предприниматели, работающие в области музыки — они считают, что конкуренция привела бы к большей эффективности и гибкости в их работе. Журнал Selvis был подвергнут критике за поддержку общества.
Общество Teosto автоматически предоставляет лицензии и авторский гонорар от имени правообладателей авторам, которые не являются членами Teosto . Закон об авторском праве Финляндии 26 § дает эту возможность. В то же время общество не выплачивает гонорар авторам, состоящим в авторских обществах — конкурентов Teosto.

## Teostory
Авторское общество Teosto издает журнал Teostory. В журнале дается описание музыкальной индустрии, обсуждаются вопросы авторских прав и проводятся музыкальные исследования. Журнал издается с 1975 года. Его главным редактором является Tomi Корхонен. Последняя печатная версия журнала была опубликована в апреле 2014 года, после чего он стал сетевым с доступом через интернет.